# Cryphoeca
Cryphoeca – rodzaj pająków z rodziny topikowatych.

## Morfologia i zasięg
Pająki te mają oczy osadzone blisko siebie, te środkowych par rozmieszczone na planie szerszego z tyłu trapezu. Oczy pary przednio-środkowej są ciemne i dwukrotnie węższe niż pary przednio-bocznej. Oczy pozostałych par są jasne. W widoku od przodu oczy pary środkowej leżą wyżej niż pary bocznej tego samego rzędu. Wysokość nadustka jest mniejsza od średnicy oka pary przednio-bocznej. Szczękoczułki mają 3 zęby i 2 małe ząbki na tylnych krawędziach rowków na kły jadowe oraz 1 ząb i 2 ząbki na ich przednich krawędziach. Krótkie i przysadziste odnóża kroczne mają po trzy trichobotria na każdej stopie. Brak jest na ostatniej parze odnóży grzebieni przędnych. Opistosomę (odwłok) charakteryzuje brak siteczka przędnego i zastąpienie stożeczka około 10 szczecinkami. Tylna para kądziołków przędnych jest nieco dłuższa niż przednia i ma pierwszy człon około pięciokrotnie dłuższy niż drugi człon.
Takson ten rozprzestrzeniony jest w Europie, palearktycznej Azji oraz nearktycznej Ameryce Północnej. W Polsce występują C. carpathica i C. sylvicola (zobacz: topikowate Polski).

## Taksonomia
Rodzaj ten wprowadzony został w 1870 roku przez Tamerlana Thorella. Dawniej zaliczany był do lejkowcowatych. W 1967 roku Pekka Lehtinen przeniósł go do Hahniidae. W 2015 roku Murphy i Roberts umieścili go w osobnej rodzinie Cicurinidae. W 2017 roku został na podstawie analizy filogenetycznej przeniesiony do topikowatych przez Warda Wheelera. Do rodzaju tego należy 12 opisanych gatunków:
- Cryphoeca angularis Saito, 1934
- Cryphoeca brignolii Thaler, 1980
- Cryphoeca carpathica Herman, 1879
- Cryphoeca exlineae Roth, 1988
- Cryphoeca lichenum L. Koch, 1876
- Cryphoeca montana Emerton, 1909
- Cryphoeca nivalis Schenkel, 1919
- Cryphoeca pirini (Drensky, 1921)
- Cryphoeca shingoi Ono, 2007
- Cryphoeca shinkaii Ono, 2007
- Cryphoeca silvicola (C. L. Koch, 1834)
- Cryphoeca thaleri Wunderlich, 1995